# Serie A 1984-1985
La Serie A 1984-1985 è stata l'83ª edizione della massima serie del campionato italiano di calcio (la 53ª a girone unico), disputata tra il 16 settembre 1984 e il 19 maggio 1985 e conclusa con la vittoria del Verona, al suo primo titolo.
Capocannoniere del torneo è stato, per il terzo anno consecutivo, Michel Platini (Juventus) con 18 reti.

## Stagione

### Calciomercato

Il fuoriclasse argentino Diego Armando Maradona, neoacquisto del Napoli.

L'estate 1984 si rivelò molto movimentata in fatto di trasferimenti. Stante la decisione della Federcalcio, risalente al precedente gennaio, di imporre alle squadre italiane un temporaneo blocco – salvo le neopromosse, e della durata di tre stagioni – agli ingaggi di calciatori stranieri provenienti dai campionati esteri, tutti i dirigenti si affrettarono nella ricerca dei maggiori campioni dell'epoca prima dell'ultima scadenza utile a tesserarli, fissata per il 30 giugno.
La scena fu tutta per Maradona: il Napoli investì molto per acquistare il talentuoso argentino, con una tribolata trattativa andata avanti per oltre un mese e conclusasi con il trasferimento del giocatore in Italia in cambio di oltre 13 miliardi di lire al Barcellona; il 5 luglio furono oltre 70 000 i tifosi azzurri che gremirono il San Paolo per assistere alla sua presentazione. Anche tra gli altri club, come detto, ci si concentrò soprattutto su calciatori stranieri: il tedesco Rummenigge passò all'Inter, i brasiliani Sócrates e Júnior rispettivamente alla Fiorentina e al Torino, lo scozzese Souness alla Sampdoria, lo svedese Strömberg all'Atalanta e gli inglesi Hateley e Wilkins al Milan; spiccò il Verona, ambiziosa provinciale che da un paio d'anni stazionava ai piani alti del campionato, rinforzatosi con il tedesco Briegel e il danese Elkjær.
Anche sul fronte interno ci fu spazio per importanti movimenti. Di Bartolomei, dopo oltre un decennio nella Roma, seguì il maestro Nils Liedholm al Milan. La Sampdoria, oltre al talentuoso ma discontinuo Beccalossi e al succitato Souness, si assicurò dalla Serie B uno dei giovani italiani più promettenti, l'attaccante Vialli che coi suoi gol aveva trascinato la Cremonese alla promozione, mentre Gentile si accasò alla Fiorentina dopo undici anni di Juventus; i bianconeri, campioni uscenti, lo sostituirono con l'ex avellinese Favero, mentre in avanti optarono per l'avvicendamento tra l'impalpabile Penzo e una delle rivelazioni del precedente torneo, il genoano Briaschi. L'Inter stravolse il suo centrocampo mandando via in un colpo solo Coeck, il succitato Beccalossi e Hansi Müller, prendendo Brady e affidandosi sempre più a Sabato tornato alla casa madre già da qualche stagione.
Sul fronte allenatori, Luigi Radice fece ritorno al Torino, interessante fu la scelta della Roma di affidare la panchina all'emergente zonista svedese Sven-Göran Eriksson, mentre in casa della Fiorentina ci fu apprensione per l'allenatore Giancarlo De Sisti operato alla testa.

### Avvenimenti

#### Girone di andata
Nel 1985 il Verona, che già dal ritorno in Serie A di tre stagioni prima ambiva a ruoli di prestigio, riportò lo scudetto in provincia a oltre sessant'anni dalle vittorie della Pro Vercelli, richiamando il successo del 1969-1970 targato Cagliari. L'Hellas scrisse il suo nome nella storia del campionato italiano assieme all'allenatore Osvaldo Bagnoli, al difensore tedesco Briegel e alla coppia d'attacco Elkjær-Galderisi.
Gli occhi erano puntati sul Bentegodi già dalla prima giornata, il 16 settembre 1984. L'attesa, però, non era tanto per l'esordio degli scaligeri, quanto per quello del Napoli che, nelle proprie file, portava al debutto Diego Maradona: tuttavia, in Veneto vinsero i padroni di casa per 3-1, dando così il via alla corsa gialloblù.

Lo juventino Michel Platini, con 18 reti, vince per la terza volta consecutiva la classifica marcatori della Serie A.

Già la settimana dopo, espugnando Ascoli Piceno, gli scaligeri si ritrovarono soli in testa e, uscendo indenni dai tre big match consecutivi contro Inter, Juventus e Roma, affrontarono serenamente il resto del girone di andata, mantenendo costantemente la vetta della classifica. La prima sconfitta arrivò solo alla quindicesima giornata, il 13 gennaio 1985, quando una squadra rimaneggiata cadde al Partenio su di un campo innevato, a pochi minuti dal triplice fischio, grazie a un gol di Colombo. Ciononostante, le dirette inseguitrici, l'Inter e il Torino, non ne approfittarono, sicché i veneti svoltarono al giro di boa da campioni d'inverno.

#### Girone di ritorno
Quando, all'avvio della tornata conclusiva, il Verona impattò 0-0 al San Paolo, l'Inter la raggiunse in vetta alla classifica. La squadra di Ilario Castagner parve divenire la favorita alla vittoria finale, ma gli scaligeri approfittarono del pareggio dei milanesi contro l'Avellino per portarsi nuovamente alla testa solitaria: a Udine, il 10 febbraio, i gialloblù vinsero con un rocambolesco 5-3 una partita che li aveva visti andare in vantaggio di tre reti, farsi raggiungere nella ripresa e poi ottenere la vittoria. La settimana dopo, l'1-1 nello scontro diretto con i nerazzurri diede ulteriore fiducia al Verona per la parte finale del torneo: in poche settimane i veneti si portarono sul più tre, mentre i nerazzurri mollarono la presa per lasciare al Torino il ruolo di principale antagonista dell'undici di Bagnoli.

Osvaldo Bagnoli, l'allenatore del Verona campione d'Italia, viene portato in trionfo da giocatori e tifosi.

Dopo la vittoria per 3-0 ottenuta contro la Cremonese ultima in classifica, le lunghezze di vantaggio del Verona sulle inseguitrici divennero cinque, per poi salire a sei la domenica successiva. I veneti tornarono con un punto da Marassi mentre, dietro di loro, granata e nerazzurri perdevano, rispettivamente, la stracittadina contro la Juventus e in casa dell'Udinese. La sconfitta subita dagli scaligeri nello scontro diretto con i torinesi sembrò riaprire i giochi, ma la vittoria ottenuta dai gialloblù due settimane dopo sulla Lazio tolse ogni speranza alle avversarie per il titolo. Il 12 maggio bastò un pareggio a Bergamo (1-1) per consegnare al Verona il suo primo, storico scudetto; quella scaligera divenne nell'occasione l'unica squadra di città, non capoluogo di regione, capace di vincere la Serie A.
In un campionato non all'altezza delle aspettative, la Juventus, sesta classificata e distratta dalla campagna europea che la vide sollevare la sua prima Coppa dei Campioni nella tragica serata dell'Heysel, issò comunque il suo fantasista Platini a capocannoniere per il terzo anno consecutivo, eguagliando un'impresa precedentemente riuscita al solo Nordahl. A fine stagione gli esiti delle varie coppe riportarono inoltre il Milan sul palcoscenico continentale dopo un lustro di assenza.
Non regalò molte emozioni la lotta per la permanenza in Serie A, che coinvolse anche l'Udinese. L'Ascoli cedette nel finale e ritornò tra i cadetti dopo sette anni; i marchigiani raggiunsero Lazio e Cremonese, coi lombardi che conclusero con l'immediata retrocessione il loro primo campionato in massima categoria da cinquantaquattro anni a quella parte.

## Squadre partecipanti
| Club       | Stagione | Città         | Stadio                       | Stagione precedente           |
| ---------- | -------- | ------------- | ---------------------------- | ----------------------------- |
| Ascoli     | dettagli | Ascoli Piceno | Stadio Cino e Lillo Del Duca | 10º posto in Serie A          |
| Atalanta   | dettagli | Bergamo       | Stadio Comunale              | 1º posto in Serie B, promossa |
| Avellino   | dettagli | Avellino      | Stadio Partenio              | 11º posto in Serie A          |
| Como       | dettagli | Como          | Stadio Giuseppe Sinigaglia   | 2º posto in Serie B, promosso |
| Cremonese  | dettagli | Cremona       | Stadio Giovanni Zini         | 3º posto in Serie B, promossa |
| Fiorentina | dettagli | Firenze       | Stadio Comunale              | 3º posto in Serie A           |
| Inter      | dettagli | Milano        | Stadio Giuseppe Meazza       | 4º posto in Serie A           |
| Juventus   | dettagli | Torino        | Stadio Comunale di Torino    | 1º posto in Serie A           |
| Lazio      | dettagli | Roma          | Stadio Olimpico              | 13º posto in Serie A          |
| Milan      | dettagli | Milano        | Stadio Giuseppe Meazza       | 6º posto in Serie A           |
| Napoli     | dettagli | Napoli        | Stadio San Paolo             | 12º posto in Serie A          |
| Roma       | dettagli | Roma          | Stadio Olimpico              | 2º posto in Serie A           |
| Sampdoria  | dettagli | Genova        | Stadio Luigi Ferraris        | 7º posto in Serie A           |
| Torino     | dettagli | Torino        | Stadio Comunale di Torino    | 5º posto in Serie A           |
| Udinese    | dettagli | Udine         | Stadio Friuli                | 9º posto in Serie A           |
| Verona     | dettagli | Verona        | Stadio Marcantonio Bentegodi | 8º posto in Serie A           |

## Allenatori e primatisti
| Squadra    | Allenatore                                                                                         | Calciatore più presente                                                              | Cannoniere                                   |
| ---------- | -------------------------------------------------------------------------------------------------- | ------------------------------------------------------------------------------------ | -------------------------------------------- |
| Ascoli     | Carlo Mazzone (1ª-7ª) Mario Colautti e Vujadin Boškov (D.T.) (8ª-30ª)                              | Roberto Corti, Italo Schiavi (29)                                                    | Aldo Cantarutti, Dirceu, Enrico Nicolini (5) |
| Atalanta   | Nedo Sonetti                                                                                       | Andrea Agostinelli, Carmine Gentile (30)                                             | Marino Magrin, Marco Pacione (5)             |
| Avellino   | Antonio Angelillo                                                                                  | Angelo Colombo (30)                                                                  | Angelo Colombo (6)                           |
| Como       | Ottavio Bianchi                                                                                    | Luca Fusi, Giuliano Giuliani, Gianfranco Matteoli (30)                               | Moreno Morbiducci (3)                        |
| Cremonese  | Emiliano Mondonico                                                                                 | Claudio Bencina, Fausto Borin (28)                                                   | Giancarlo Finardi (7)                        |
| Fiorentina | Giancarlo De Sisti (1ª-11ª) Luigi Milan e Ferruccio Valcareggi (D.T.) (12ª-30ª)                    | Giovanni Galli, Eraldo Pecci (30)                                                    | Paolo Monelli (7)                            |
| Inter      | Ilario Castagner                                                                                   | Alessandro Altobelli, Giuseppe Baresi (30)                                           | Alessandro Altobelli (17)                    |
| Juventus   | Giovanni Trapattoni                                                                                | Massimo Bonini, Antonio Cabrini, Luciano Favero, Michel Platini, Gaetano Scirea (30) | Michel Platini (18)                          |
| Lazio      | Paolo Carosi (1ª-2ª) Juan Carlos Lorenzo (3ª-20ª) Giancarlo Oddi e Roberto Lovati (D.T.) (21ª-30ª) | Michael Laudrup, Fernando Orsi (30)                                                  | Bruno Giordano (5)                           |
| Milan      | Nils Liedholm                                                                                      | Giuliano Terraneo (30)                                                               | Pietro Paolo Virdis (9)                      |
| Napoli     | Rino Marchesi                                                                                      | Luigi Caffarelli, Diego Armando Maradona (30)                                        | Diego Armando Maradona (14)                  |
| Roma       | Roberto Clagluna e Sven-Göran Eriksson (D.T.)                                                      | Ubaldo Righetti, Franco Tancredi (30)                                                | Roberto Pruzzo (8)                           |
| Sampdoria  | Eugenio Bersellini                                                                                 | Ivano Bordon (30)                                                                    | Trevor Francis, Fausto Salsano (6)           |
| Torino     | Luigi Radice                                                                                       | Giuseppe Dossena, Silvano Martina (30)                                               | Aldo Serena (9)                              |
| Udinese    | Luís Vinício                                                                                       | Fabio Brini, Dino Galparoli, Manuel Gerolin (30)                                     | Andrea Carnevale (7)                         |
| Verona     | Osvaldo Bagnoli                                                                                    | Claudio Garella, Roberto Tricella, Domenico Volpati (30)                             | Giuseppe Galderisi (11)                      |

## Classifica finale
|        | Pos. | Squadra    | Pt | G  | V  | N  | P  | GF | GS | DR  |
| ------ | ---- | ---------- | -- | -- | -- | -- | -- | -- | -- | --- |
|        | 1.   | Verona     | 43 | 30 | 15 | 13 | 2  | 42 | 19 | +23 |
|        | 2.   | Torino     | 39 | 30 | 14 | 11 | 5  | 36 | 22 | +14 |
|        | 3.   | Inter      | 38 | 30 | 13 | 12 | 5  | 42 | 28 | +14 |
| [ 11 ] | 4.   | Sampdoria  | 37 | 30 | 12 | 13 | 5  | 36 | 21 | +15 |
|        | 5.   | Milan      | 36 | 30 | 12 | 12 | 6  | 31 | 25 | +6  |
|        | 6.   | Juventus   | 36 | 30 | 11 | 14 | 5  | 48 | 33 | +15 |
|        | 7.   | Roma       | 34 | 30 | 10 | 14 | 6  | 33 | 25 | +8  |
|        | 8.   | Napoli     | 33 | 30 | 10 | 13 | 7  | 34 | 29 | +5  |
|        | 9.   | Fiorentina | 29 | 30 | 8  | 13 | 9  | 33 | 31 | +2  |
|        | 10.  | Atalanta   | 28 | 30 | 5  | 18 | 7  | 20 | 32 | -12 |
|        | 11.  | Como       | 25 | 30 | 6  | 13 | 11 | 17 | 27 | -10 |
|        | 12.  | Udinese    | 25 | 30 | 10 | 5  | 15 | 43 | 46 | -3  |
|        | 13.  | Avellino   | 25 | 30 | 7  | 11 | 12 | 27 | 33 | -6  |
|        | 14.  | Ascoli     | 22 | 30 | 4  | 14 | 12 | 24 | 40 | -16 |
|        | 15.  | Lazio      | 15 | 30 | 2  | 11 | 17 | 16 | 45 | -29 |
|        | 16.  | Cremonese  | 15 | 30 | 4  | 7  | 19 | 22 | 48 | -26 |

Legenda:
      Campione d'Italia e qualificata in Coppa dei Campioni 1985-1986.
      Qualificata in Coppa dei Campioni 1985-1986 come detentrice della manifestazione.
      Qualificata in Coppa delle Coppe 1985-1986.
      Qualificate in Coppa UEFA 1985-1986.
      Retrocesse in Serie B 1985-1986.
Regolamento:
Due punti a vittoria, uno a pareggio, zero a sconfitta.
A parità di punti valeva la classifica avulsa, eccetto per l'assegnazione dello scudetto, dove era previsto uno spareggio.

### Squadra campione
| Formazione tipo | Giocatori (presenze)      |
| --- | ------------------------- |
| Garella Volpati Tricella Fontolan L. Marangon Fanna Bruni Di Gennaro Briegel Galderisi Elkjær Larsen                                     | Claudio Garella (30)      |
| Garella Volpati Tricella Fontolan L. Marangon Fanna Bruni Di Gennaro Briegel Galderisi Elkjær Larsen                                     | Domenico Volpati (30)     |
| Garella Volpati Tricella Fontolan L. Marangon Fanna Bruni Di Gennaro Briegel Galderisi Elkjær Larsen                                     | Roberto Tricella (30)     |
| Garella Volpati Tricella Fontolan L. Marangon Fanna Bruni Di Gennaro Briegel Galderisi Elkjær Larsen                                     | Silvano Fontolan (28)     |
| Garella Volpati Tricella Fontolan L. Marangon Fanna Bruni Di Gennaro Briegel Galderisi Elkjær Larsen                                     | Luciano Marangon (29)     |
| Garella Volpati Tricella Fontolan L. Marangon Fanna Bruni Di Gennaro Briegel Galderisi Elkjær Larsen                                     | Pietro Fanna (29)         |
| Garella Volpati Tricella Fontolan L. Marangon Fanna Bruni Di Gennaro Briegel Galderisi Elkjær Larsen                                     | Luciano Bruni (27)        |
| Garella Volpati Tricella Fontolan L. Marangon Fanna Bruni Di Gennaro Briegel Galderisi Elkjær Larsen                                     | Antonio Di Gennaro (29)   |
| Garella Volpati Tricella Fontolan L. Marangon Fanna Bruni Di Gennaro Briegel Galderisi Elkjær Larsen                                     | Hans-Peter Briegel (27)   |
| Garella Volpati Tricella Fontolan L. Marangon Fanna Bruni Di Gennaro Briegel Galderisi Elkjær Larsen                                     | Giuseppe Galderisi (29)   |
| Garella Volpati Tricella Fontolan L. Marangon Fanna Bruni Di Gennaro Briegel Galderisi Elkjær Larsen                                     | Preben Elkjær Larsen (23) |
| Altri giocatori: Mauro Ferroni (20), Franco Turchetta (16), Luigi Sacchetti (15), Dario Donà (12), Fabio Marangon (3), Sergio Spuri (1). |                           |

## Risultati

### Tabellone
|            | ASC  | ATA  | AVE  | COM  | CRE  | FIO  | INT  | JUV  | LAZ  | MIL  | NAP  | ROM  | SAM  | TOR  | UDI  | VER  |
| ---------- | ---- | ---- | ---- | ---- | ---- | ---- | ---- | ---- | ---- | ---- | ---- | ---- | ---- | ---- | ---- | ---- |
| Ascoli     | –––– | 0-0  | 2-2  | 1-0  | 3-2  | 2-1  | 1-1  | 1-1  | 0-0  | 0-1  | 1-1  | 0-0  | 2-0  | 2-2  | 0-1  | 1-3  |
| Atalanta   | 0-0  | –––– | 3-3  | 1-0  | 1-0  | 2-2  | 1-1  | 1-1  | 1-0  | 1-0  | 1-0  | 0-0  | 0-0  | 0-0  | 0-1  | 1-1  |
| Avellino   | 2-0  | 1-1  | –––– | 1-1  | 2-0  | 0-0  | 0-0  | 0-0  | 1-0  | 0-0  | 0-1  | 0-0  | 2-1  | 1-3  | 4-1  | 2-1  |
| Como       | 1-0  | 0-0  | 2-1  | –––– | 1-0  | 0-0  | 0-0  | 0-0  | 1-0  | 0-0  | 1-1  | 0-0  | 0-0  | 0-0  | 2-0  | 0-0  |
| Cremonese  | 2-0  | 0-0  | 0-0  | 2-0  | –––– | 1-1  | 1-2  | 1-3  | 1-1  | 0-1  | 1-1  | 0-5  | 1-1  | 2-1  | 2-0  | 0-2  |
| Fiorentina | 1-1  | 5-0  | 1-0  | 2-1  | 1-1  | –––– | 1-1  | 0-0  | 3-0  | 0-0  | 0-1  | 1-0  | 0-3  | 0-0  | 3-1  | 1-3  |
| Inter      | 5-1  | 1-0  | 2-1  | 1-0  | 2-0  | 1-0  | –––– | 4-0  | 1-0  | 2-2  | 2-1  | 0-0  | 2-0  | 1-1  | 1-0  | 0-0  |
| Juventus   | 2-2  | 5-1  | 2-1  | 2-0  | 5-1  | 1-2  | 3-1  | –––– | 1-0  | 1-1  | 2-0  | 1-1  | 1-1  | 1-2  | 3-2  | 1-1  |
| Lazio      | 0-0  | 1-1  | 0-1  | 3-2  | 2-1  | 0-1  | 1-1  | 3-3  | –––– | 0-1  | 1-1  | 1-1  | 0-3  | 0-0  | 1-4  | 0-1  |
| Milan      | 2-1  | 2-2  | 2-0  | 0-2  | 2-1  | 1-1  | 2-1  | 3-2  | 2-0  | –––– | 2-1  | 2-1  | 0-1  | 0-1  | 2-2  | 0-0  |
| Napoli     | 1-1  | 1-0  | 0-0  | 3-0  | 1-0  | 1-0  | 3-1  | 0-0  | 4-0  | 0-0  | –––– | 1-2  | 1-1  | 2-1  | 4-3  | 0-0  |
| Roma       | 3-1  | 1-1  | 1-0  | 1-1  | 3-2  | 2-1  | 4-3  | 1-1  | 0-0  | 0-1  | 1-1  | –––– | 1-1  | 1-0  | 2-1  | 0-0  |
| Sampdoria  | 2-0  | 3-0  | 1-0  | 1-0  | 1-0  | 2-0  | 1-2  | 1-1  | 2-2  | 2-1  | 0-0  | 3-0  | –––– | 2-2  | 1-0  | 1-1  |
| Torino     | 1-0  | 0-0  | 2-0  | 3-1  | 1-0  | 2-2  | 1-1  | 0-2  | 1-0  | 2-0  | 3-0  | 1-0  | 1-1  | –––– | 1-0  | 1-2  |
| Udinese    | 1-1  | 2-0  | 2-0  | 4-1  | 2-0  | 2-2  | 2-1  | 0-3  | 5-0  | 1-1  | 2-2  | 0-2  | 1-0  | 0-1  | –––– | 3-5  |
| Verona     | 2-0  | 1-1  | 4-2  | 0-0  | 3-0  | 2-1  | 1-1  | 2-0  | 1-0  | 0-0  | 3-1  | 1-0  | 0-0  | 1-2  | 1-0  | –––– |

### Calendario
I calendari per la Serie A e la Serie B vennero sorteggiati il 31 luglio 1984, presso il Centro Elettronico del CONI a Roma. Le sei teste di serie (Juventus, Roma, Fiorentina, Inter, Torino e Verona) non poteva affrontarsi nelle prime sei giornate; i derby dovevano svolgersi tra la quarta e la decima giornata; infine le squadre impegnate nelle coppe europee avevano diritto a incontrare avversari abbordabili nella prima e terza giornata, in contemporanea al primo turno delle manifestazioni continentali.
| andata (1ª) | andata (1ª) | 1ª giornata         | ritorno (16ª) | ritorno (16ª) |
|             |             |                     |               |               |
| 16 set.     | 1-1         | Atalanta-Inter      | 0-1           | 20 gen.       |
| 16 set.     | 0-0         | Avellino-Roma       | 0-1           | 20 gen.       |
| 16 set.     | 0-0         | Como-Juventus       | 0-2           | 20 gen.       |
| 16 set.     | 0-1         | Lazio-Fiorentina    | 0-3           | 20 gen.       |
| 16 set.     | 2-2         | Milan-Udinese       | 1-1           | 20 gen.       |
| 16 set.     | 1-0         | Sampdoria-Cremonese | 1-1           | 20 gen.       |
| 16 set.     | 1-0         | Torino-Ascoli       | 2-2           | 20 gen.       |
| 16 set.     | 3-1         | Verona-Napoli       | 0-0           | 20 gen.       |

| andata (2ª) | andata (2ª) | 2ª giornata       | ritorno (17ª) | ritorno (17ª) |
|             |             |                   |               |               |
| 23 set.     | 1-3         | Ascoli-Verona     | 0-2           | 27 gen.       |
| 23 set.     | 2-1         | Cremonese-Torino  | 0-1           | 27 gen.       |
| 23 set.     | 0-0         | Fiorentina-Milan  | 1-1           | 27 gen.       |
| 23 set.     | 2-1         | Inter-Avellino    | 0-0           | 27 gen.       |
| 23 set.     | 5-1         | Juventus-Atalanta | 1-1           | 27 gen.       |
| 23 set.     | 1-1         | Napoli-Sampdoria  | 0-0           | 27 gen.       |
| 23 set.     | 1-1         | Roma-Como         | 0-0           | 27 gen.       |
| 23 set.     | 5-0         | Udinese-Lazio     | 4-1           | 27 gen.       |

| andata (1ª) | andata (1ª) | 1ª giornata         | ritorno (16ª) | ritorno (16ª) |
|             |             |                     |               |               |
| 16 set.     | 1-1         | Atalanta-Inter      | 0-1           | 20 gen.       |
| 16 set.     | 0-0         | Avellino-Roma       | 0-1           | 20 gen.       |
| 16 set.     | 0-0         | Como-Juventus       | 0-2           | 20 gen.       |
| 16 set.     | 0-1         | Lazio-Fiorentina    | 0-3           | 20 gen.       |
| 16 set.     | 2-2         | Milan-Udinese       | 1-1           | 20 gen.       |
| 16 set.     | 1-0         | Sampdoria-Cremonese | 1-1           | 20 gen.       |
| 16 set.     | 1-0         | Torino-Ascoli       | 2-2           | 20 gen.       |
| 16 set.     | 3-1         | Verona-Napoli       | 0-0           | 20 gen.       |

| andata (2ª) | andata (2ª) | 2ª giornata       | ritorno (17ª) | ritorno (17ª) |
|             |             |                   |               |               |
| 23 set.     | 1-3         | Ascoli-Verona     | 0-2           | 27 gen.       |
| 23 set.     | 2-1         | Cremonese-Torino  | 0-1           | 27 gen.       |
| 23 set.     | 0-0         | Fiorentina-Milan  | 1-1           | 27 gen.       |
| 23 set.     | 2-1         | Inter-Avellino    | 0-0           | 27 gen.       |
| 23 set.     | 5-1         | Juventus-Atalanta | 1-1           | 27 gen.       |
| 23 set.     | 1-1         | Napoli-Sampdoria  | 0-0           | 27 gen.       |
| 23 set.     | 1-1         | Roma-Como         | 0-0           | 27 gen.       |
| 23 set.     | 5-0         | Udinese-Lazio     | 4-1           | 27 gen.       |

| andata (3ª) | andata (3ª) | 3ª giornata       | ritorno (18ª) | ritorno (18ª) |
|             |             |                   |               |               |
| 30 set.     | 0-0         | Atalanta-Roma     | 1-1           | 10 feb.       |
| 30 set.     | 0-0         | Avellino-Juventus | 1-2           | 10 feb.       |
| 30 set.     | 0-0         | Como-Fiorentina   | 1-2           | 10 feb.       |
| 30 set.     | 1-1         | Lazio-Inter       | 0-1           | 10 feb.       |
| 30 set.     | 2-1         | Milan-Cremonese   | 1-0           | 10 feb.       |
| 30 set.     | 2-0         | Sampdoria-Ascoli  | 0-2           | 10 feb.       |
| 30 set.     | 3-0         | Torino-Napoli     | 1-2           | 10 feb.       |
| 30 set.     | 1-0         | Verona-Udinese    | 5-3           | 10 feb.       |

| andata (4ª) | andata (4ª) | 4ª giornata         | ritorno (19ª) | ritorno (19ª) |
|             |             |                     |               |               |
| 7 ott.      | 0-0         | Ascoli-Lazio        | 0-0           | 17 feb.       |
| 7 ott.      | 0-0         | Cremonese-Avellino  | 0-2           | 17 feb.       |
| 7 ott.      | 5-0         | Fiorentina-Atalanta | 2-2           | 17 feb.       |
| 7 ott.      | 0-0         | Inter-Verona        | 1-1           | 17 feb.       |
| 7 ott.      | 1-1         | Juventus-Milan      | 2-3           | 17 feb.       |
| 7 ott.      | 3-0         | Napoli-Como         | 1-1           | 17 feb.       |
| 7 ott.      | 1-1         | Roma-Sampdoria      | 0-3           | 17 feb.       |
| 7 ott.      | 0-1         | Udinese-Torino      | 0-1           | 17 feb.       |

| andata (3ª) | andata (3ª) | 3ª giornata       | ritorno (18ª) | ritorno (18ª) |
|             |             |                   |               |               |
| 30 set.     | 0-0         | Atalanta-Roma     | 1-1           | 10 feb.       |
| 30 set.     | 0-0         | Avellino-Juventus | 1-2           | 10 feb.       |
| 30 set.     | 0-0         | Como-Fiorentina   | 1-2           | 10 feb.       |
| 30 set.     | 1-1         | Lazio-Inter       | 0-1           | 10 feb.       |
| 30 set.     | 2-1         | Milan-Cremonese   | 1-0           | 10 feb.       |
| 30 set.     | 2-0         | Sampdoria-Ascoli  | 0-2           | 10 feb.       |
| 30 set.     | 3-0         | Torino-Napoli     | 1-2           | 10 feb.       |
| 30 set.     | 1-0         | Verona-Udinese    | 5-3           | 10 feb.       |

| andata (4ª) | andata (4ª) | 4ª giornata         | ritorno (19ª) | ritorno (19ª) |
|             |             |                     |               |               |
| 7 ott.      | 0-0         | Ascoli-Lazio        | 0-0           | 17 feb.       |
| 7 ott.      | 0-0         | Cremonese-Avellino  | 0-2           | 17 feb.       |
| 7 ott.      | 5-0         | Fiorentina-Atalanta | 2-2           | 17 feb.       |
| 7 ott.      | 0-0         | Inter-Verona        | 1-1           | 17 feb.       |
| 7 ott.      | 1-1         | Juventus-Milan      | 2-3           | 17 feb.       |
| 7 ott.      | 3-0         | Napoli-Como         | 1-1           | 17 feb.       |
| 7 ott.      | 1-1         | Roma-Sampdoria      | 0-3           | 17 feb.       |
| 7 ott.      | 0-1         | Udinese-Torino      | 0-1           | 17 feb.       |

| andata (5ª) | andata (5ª) | 5ª giornata          | ritorno (20ª) | ritorno (20ª) |
|             |             |                      |               |               |
| 14 ott.     | 1-0         | Atalanta-Cremonese   | 0-0           | 24 feb.       |
| 14 ott.     | 2-0         | Avellino-Ascoli      | 2-2           | 24 feb.       |
| 14 ott.     | 2-0         | Como-Udinese         | 1-4           | 24 feb.       |
| 14 ott.     | 1-1         | Lazio-Napoli         | 0-4           | 24 feb.       |
| 14 ott.     | 2-1         | Milan-Roma           | 1-0           | 24 feb.       |
| 14 ott.     | 2-0         | Sampdoria-Fiorentina | 3-0           | 24 feb.       |
| 14 ott.     | 1-1         | Torino-Inter         | 1-1           | 24 feb.       |
| 14 ott.     | 2-0         | Verona-Juventus      | 1-1           | 24 feb.       |

| andata (6ª) | andata (6ª) | 6ª giornata         | ritorno (21ª) | ritorno (21ª) |
|             |             |                     |               |               |
| 21 ott.     | 0-0         | Ascoli-Atalanta     | 0-0           | 3 mar.        |
| 21 ott.     | 1-3         | Cremonese-Juventus  | 1-5           | 3 mar.        |
| 21 ott.     | 1-0         | Fiorentina-Avellino | 0-0           | 3 mar.        |
| 21 ott.     | 1-0         | Inter-Como          | 0-0           | 3 mar.        |
| 21 ott.     | 0-0         | Napoli-Milan        | 1-2           | 3 mar.        |
| 21 ott.     | 0-0         | Roma-Verona         | 0-1           | 3 mar.        |
| 21 ott.     | 1-0         | Torino-Lazio        | 0-0           | 3 mar.        |
| 21 ott.     | 1-0         | Udinese-Sampdoria   | 0-1           | 3 mar.        |

| andata (5ª) | andata (5ª) | 5ª giornata          | ritorno (20ª) | ritorno (20ª) |
|             |             |                      |               |               |
| 14 ott.     | 1-0         | Atalanta-Cremonese   | 0-0           | 24 feb.       |
| 14 ott.     | 2-0         | Avellino-Ascoli      | 2-2           | 24 feb.       |
| 14 ott.     | 2-0         | Como-Udinese         | 1-4           | 24 feb.       |
| 14 ott.     | 1-1         | Lazio-Napoli         | 0-4           | 24 feb.       |
| 14 ott.     | 2-1         | Milan-Roma           | 1-0           | 24 feb.       |
| 14 ott.     | 2-0         | Sampdoria-Fiorentina | 3-0           | 24 feb.       |
| 14 ott.     | 1-1         | Torino-Inter         | 1-1           | 24 feb.       |
| 14 ott.     | 2-0         | Verona-Juventus      | 1-1           | 24 feb.       |

| andata (6ª) | andata (6ª) | 6ª giornata         | ritorno (21ª) | ritorno (21ª) |
|             |             |                     |               |               |
| 21 ott.     | 0-0         | Ascoli-Atalanta     | 0-0           | 3 mar.        |
| 21 ott.     | 1-3         | Cremonese-Juventus  | 1-5           | 3 mar.        |
| 21 ott.     | 1-0         | Fiorentina-Avellino | 0-0           | 3 mar.        |
| 21 ott.     | 1-0         | Inter-Como          | 0-0           | 3 mar.        |
| 21 ott.     | 0-0         | Napoli-Milan        | 1-2           | 3 mar.        |
| 21 ott.     | 0-0         | Roma-Verona         | 0-1           | 3 mar.        |
| 21 ott.     | 1-0         | Torino-Lazio        | 0-0           | 3 mar.        |
| 21 ott.     | 1-0         | Udinese-Sampdoria   | 0-1           | 3 mar.        |

| andata (7ª) | andata (7ª) | 7ª giornata       | ritorno (22ª) | ritorno (22ª) |
|             |             |                   |               |               |
| 28 ott.     | 1-0         | Atalanta-Napoli   | 0-1           | 17 mar.       |
| 28 ott.     | 4-1         | Avellino-Udinese  | 0-2           | 17 mar.       |
| 28 ott.     | 1-0         | Como-Ascoli       | 0-1           | 17 mar.       |
| 28 ott.     | 1-1         | Juventus-Roma     | 1-1           | 17 mar.       |
| 28 ott.     | 2-1         | Lazio-Cremonese   | 1-1           | 17 mar.       |
| 28 ott.     | 2-1         | Milan-Inter       | 2-2           | 17 mar.       |
| 28 ott.     | 2-2         | Sampdoria-Torino  | 1-1           | 17 mar.       |
| 28 ott.     | 2-1         | Verona-Fiorentina | 3-1           | 17 mar.       |

| andata (8ª) | andata (8ª) | 8ª giornata       | ritorno (23ª) | ritorno (23ª) |
|             |             |                   |               |               |
| 11 nov.     | 0-2         | Cremonese-Verona  | 0-3           | 24 mar.       |
| 11 nov.     | 1-1         | Fiorentina-Ascoli | 1-2           | 24 mar.       |
| 11 nov.     | 4-0         | Inter-Juventus    | 1-3           | 24 mar.       |
| 11 nov.     | 0-0         | Napoli-Avellino   | 1-0           | 24 mar.       |
| 11 nov.     | 0-0         | Roma-Lazio        | 1-1           | 24 mar.       |
| 11 nov.     | 1-0         | Sampdoria-Como    | 0-0           | 24 mar.       |
| 11 nov.     | 2-0         | Torino-Milan      | 1-0           | 24 mar.       |
| 11 nov.     | 2-0         | Udinese-Atalanta  | 1-0           | 24 mar.       |

| andata (7ª) | andata (7ª) | 7ª giornata       | ritorno (22ª) | ritorno (22ª) |
|             |             |                   |               |               |
| 28 ott.     | 1-0         | Atalanta-Napoli   | 0-1           | 17 mar.       |
| 28 ott.     | 4-1         | Avellino-Udinese  | 0-2           | 17 mar.       |
| 28 ott.     | 1-0         | Como-Ascoli       | 0-1           | 17 mar.       |
| 28 ott.     | 1-1         | Juventus-Roma     | 1-1           | 17 mar.       |
| 28 ott.     | 2-1         | Lazio-Cremonese   | 1-1           | 17 mar.       |
| 28 ott.     | 2-1         | Milan-Inter       | 2-2           | 17 mar.       |
| 28 ott.     | 2-2         | Sampdoria-Torino  | 1-1           | 17 mar.       |
| 28 ott.     | 2-1         | Verona-Fiorentina | 3-1           | 17 mar.       |

| andata (8ª) | andata (8ª) | 8ª giornata       | ritorno (23ª) | ritorno (23ª) |
|             |             |                   |               |               |
| 11 nov.     | 0-2         | Cremonese-Verona  | 0-3           | 24 mar.       |
| 11 nov.     | 1-1         | Fiorentina-Ascoli | 1-2           | 24 mar.       |
| 11 nov.     | 4-0         | Inter-Juventus    | 1-3           | 24 mar.       |
| 11 nov.     | 0-0         | Napoli-Avellino   | 1-0           | 24 mar.       |
| 11 nov.     | 0-0         | Roma-Lazio        | 1-1           | 24 mar.       |
| 11 nov.     | 1-0         | Sampdoria-Como    | 0-0           | 24 mar.       |
| 11 nov.     | 2-0         | Torino-Milan      | 1-0           | 24 mar.       |
| 11 nov.     | 2-0         | Udinese-Atalanta  | 1-0           | 24 mar.       |

| andata (9ª) | andata (9ª) | 9ª giornata      | ritorno (24ª) | ritorno (24ª) |
|             |             |                  |               |               |
| 18 nov.     | 1-1         | Ascoli-Napoli    | 1-1           | 31 mar.       |
| 18 nov.     | 1-0         | Atalanta-Lazio   | 1-1           | 31 mar.       |
| 18 nov.     | 0-0         | Avellino-Milan   | 0-2           | 31 mar.       |
| 18 nov.     | 1-0         | Como-Cremonese   | 0-2           | 31 mar.       |
| 18 nov.     | 1-0         | Inter-Udinese    | 1-2           | 31 mar.       |
| 18 nov.     | 1-2         | Juventus-Torino  | 2-0           | 31 mar.       |
| 18 nov.     | 2-1         | Roma-Fiorentina  | 0-1           | 31 mar.       |
| 18 nov.     | 0-0         | Verona-Sampdoria | 1-1           | 31 mar.       |

| andata (10ª) | andata (10ª) | 10ª giornata      | ritorno (25ª) | ritorno (25ª) |
|              |              |                   |               |               |
| 25 nov.      | 0-0          | Ascoli-Roma       | 1-3           | 14 apr.       |
| 25 nov.      | 3-3          | Atalanta-Avellino | 1-1           | 14 apr.       |
| 25 nov.      | 1-1          | Fiorentina-Inter  | 0-1           | 14 apr.       |
| 25 nov.      | 3-2          | Lazio-Como        | 0-1           | 14 apr.       |
| 25 nov.      | 0-1          | Milan-Sampdoria   | 1-2           | 14 apr.       |
| 25 nov.      | 1-0          | Napoli-Cremonese  | 1-1           | 14 apr.       |
| 25 nov.      | 1-2          | Torino-Verona     | 2-1           | 14 apr.       |
| 25 nov.      | 0-3          | Udinese-Juventus  | 2-3           | 14 apr.       |

| andata (9ª) | andata (9ª) | 9ª giornata      | ritorno (24ª) | ritorno (24ª) |
|             |             |                  |               |               |
| 18 nov.     | 1-1         | Ascoli-Napoli    | 1-1           | 31 mar.       |
| 18 nov.     | 1-0         | Atalanta-Lazio   | 1-1           | 31 mar.       |
| 18 nov.     | 0-0         | Avellino-Milan   | 0-2           | 31 mar.       |
| 18 nov.     | 1-0         | Como-Cremonese   | 0-2           | 31 mar.       |
| 18 nov.     | 1-0         | Inter-Udinese    | 1-2           | 31 mar.       |
| 18 nov.     | 1-2         | Juventus-Torino  | 2-0           | 31 mar.       |
| 18 nov.     | 2-1         | Roma-Fiorentina  | 0-1           | 31 mar.       |
| 18 nov.     | 0-0         | Verona-Sampdoria | 1-1           | 31 mar.       |

| andata (10ª) | andata (10ª) | 10ª giornata      | ritorno (25ª) | ritorno (25ª) |
|              |              |                   |               |               |
| 25 nov.      | 0-0          | Ascoli-Roma       | 1-3           | 14 apr.       |
| 25 nov.      | 3-3          | Atalanta-Avellino | 1-1           | 14 apr.       |
| 25 nov.      | 1-1          | Fiorentina-Inter  | 0-1           | 14 apr.       |
| 25 nov.      | 3-2          | Lazio-Como        | 0-1           | 14 apr.       |
| 25 nov.      | 0-1          | Milan-Sampdoria   | 1-2           | 14 apr.       |
| 25 nov.      | 1-0          | Napoli-Cremonese  | 1-1           | 14 apr.       |
| 25 nov.      | 1-2          | Torino-Verona     | 2-1           | 14 apr.       |
| 25 nov.      | 0-3          | Udinese-Juventus  | 2-3           | 14 apr.       |

| andata (11ª) | andata (11ª) | 11ª giornata         | ritorno (26ª) | ritorno (26ª) |
|              |              |                      |               |               |
| 2 dic.       | 1-3          | Avellino-Torino      | 0-2           | 21 apr.       |
| 2 dic.       | 0-0          | Como-Atalanta        | 0-1           | 21 apr.       |
| 2 dic.       | 1-1          | Cremonese-Fiorentina | 1-1           | 21 apr.       |
| 2 dic.       | 2-1          | Inter-Napoli         | 1-3           | 21 apr.       |
| 2 dic.       | 2-2          | Juventus-Ascoli      | 1-1           | 21 apr.       |
| 2 dic.       | 2-1          | Roma-Udinese         | 2-0           | 21 apr.       |
| 2 dic.       | 2-2          | Sampdoria-Lazio      | 3-0           | 21 apr.       |
| 2 dic.       | 0-0          | Verona-Milan         | 0-0           | 21 apr.       |

| andata (12ª) | andata (12ª) | 12ª giornata        | ritorno (27ª) | ritorno (27ª) |
|              |              |                     |               |               |
| 16 dic.      | 1-2          | Cremonese-Inter     | 0-2           | 28 apr.       |
| 16 dic.      | 0-0          | Fiorentina-Juventus | 2-1           | 28 apr.       |
| 16 dic.      | 0-1          | Lazio-Verona        | 0-1           | 28 apr.       |
| 16 dic.      | 2-2          | Milan-Atalanta      | 0-1           | 28 apr.       |
| 16 dic.      | 1-2          | Napoli-Roma         | 1-1           | 28 apr.       |
| 16 dic.      | 1-0          | Sampdoria-Avellino  | 1-2           | 28 apr.       |
| 16 dic.      | 3-1          | Torino-Como         | 0-0           | 28 apr.       |
| 16 dic.      | 1-1          | Udinese-Ascoli      | 1-0           | 28 apr.       |

| andata (11ª) | andata (11ª) | 11ª giornata         | ritorno (26ª) | ritorno (26ª) |
|              |              |                      |               |               |
| 2 dic.       | 1-3          | Avellino-Torino      | 0-2           | 21 apr.       |
| 2 dic.       | 0-0          | Como-Atalanta        | 0-1           | 21 apr.       |
| 2 dic.       | 1-1          | Cremonese-Fiorentina | 1-1           | 21 apr.       |
| 2 dic.       | 2-1          | Inter-Napoli         | 1-3           | 21 apr.       |
| 2 dic.       | 2-2          | Juventus-Ascoli      | 1-1           | 21 apr.       |
| 2 dic.       | 2-1          | Roma-Udinese         | 2-0           | 21 apr.       |
| 2 dic.       | 2-2          | Sampdoria-Lazio      | 3-0           | 21 apr.       |
| 2 dic.       | 0-0          | Verona-Milan         | 0-0           | 21 apr.       |

| andata (12ª) | andata (12ª) | 12ª giornata        | ritorno (27ª) | ritorno (27ª) |
|              |              |                     |               |               |
| 16 dic.      | 1-2          | Cremonese-Inter     | 0-2           | 28 apr.       |
| 16 dic.      | 0-0          | Fiorentina-Juventus | 2-1           | 28 apr.       |
| 16 dic.      | 0-1          | Lazio-Verona        | 0-1           | 28 apr.       |
| 16 dic.      | 2-2          | Milan-Atalanta      | 0-1           | 28 apr.       |
| 16 dic.      | 1-2          | Napoli-Roma         | 1-1           | 28 apr.       |
| 16 dic.      | 1-0          | Sampdoria-Avellino  | 1-2           | 28 apr.       |
| 16 dic.      | 3-1          | Torino-Como         | 0-0           | 28 apr.       |
| 16 dic.      | 1-1          | Udinese-Ascoli      | 1-0           | 28 apr.       |

| andata (13ª) | andata (13ª) | 13ª giornata       | ritorno (28ª) | ritorno (28ª) |
|              |              |                    |               |               |
| 23 dic.      | 0-1          | Ascoli-Milan       | 1-2           | 5 mag.        |
| 23 dic.      | 0-0          | Atalanta-Torino    | 0-0           | 5 mag.        |
| 23 dic.      | 1-0          | Avellino-Lazio     | 1-0           | 5 mag.        |
| 23 dic.      | 0-0          | Como-Verona        | 0-0           | 5 mag.        |
| 23 dic.      | 2-0          | Inter-Sampdoria    | 2-1           | 5 mag.        |
| 23 dic.      | 2-0          | Juventus-Napoli    | 0-0           | 5 mag.        |
| 23 dic.      | 3-2          | Roma-Cremonese     | 5-0           | 5 mag.        |
| 23 dic.      | 2-2          | Udinese-Fiorentina | 1-3           | 5 mag.        |

| andata (14ª) | andata (14ª) | 14ª giornata       | ritorno (29ª) | ritorno (29ª) |
|              |              |                    |               |               |
| 6 gen.       | 2-1          | Como-Avellino      | 1-1           | 12 mag.       |
| 6 gen.       | 2-0          | Cremonese-Ascoli   | 2-3           | 12 mag.       |
| 6 gen.       | 0-0          | Inter-Roma         | 3-4           | 12 mag.       |
| 7 gen.       | 0-1          | Lazio-Milan        | 0-2           | 12 mag.       |
| 6 gen.       | 4-3          | Napoli-Udinese     | 2-2           | 12 mag.       |
| 6 gen.       | 1-1          | Sampdoria-Juventus | 1-1           | 12 mag.       |
| 6 gen.       | 2-2          | Torino-Fiorentina  | 0-0           | 12 mag.       |
| 6 gen.       | 1-1          | Verona-Atalanta    | 1-1           | 12 mag.       |

| andata (13ª) | andata (13ª) | 13ª giornata       | ritorno (28ª) | ritorno (28ª) |
|              |              |                    |               |               |
| 23 dic.      | 0-1          | Ascoli-Milan       | 1-2           | 5 mag.        |
| 23 dic.      | 0-0          | Atalanta-Torino    | 0-0           | 5 mag.        |
| 23 dic.      | 1-0          | Avellino-Lazio     | 1-0           | 5 mag.        |
| 23 dic.      | 0-0          | Como-Verona        | 0-0           | 5 mag.        |
| 23 dic.      | 2-0          | Inter-Sampdoria    | 2-1           | 5 mag.        |
| 23 dic.      | 2-0          | Juventus-Napoli    | 0-0           | 5 mag.        |
| 23 dic.      | 3-2          | Roma-Cremonese     | 5-0           | 5 mag.        |
| 23 dic.      | 2-2          | Udinese-Fiorentina | 1-3           | 5 mag.        |

| andata (14ª) | andata (14ª) | 14ª giornata       | ritorno (29ª) | ritorno (29ª) |
|              |              |                    |               |               |
| 6 gen.       | 2-1          | Como-Avellino      | 1-1           | 12 mag.       |
| 6 gen.       | 2-0          | Cremonese-Ascoli   | 2-3           | 12 mag.       |
| 6 gen.       | 0-0          | Inter-Roma         | 3-4           | 12 mag.       |
| 7 gen.       | 0-1          | Lazio-Milan        | 0-2           | 12 mag.       |
| 6 gen.       | 4-3          | Napoli-Udinese     | 2-2           | 12 mag.       |
| 6 gen.       | 1-1          | Sampdoria-Juventus | 1-1           | 12 mag.       |
| 6 gen.       | 2-2          | Torino-Fiorentina  | 0-0           | 12 mag.       |
| 6 gen.       | 1-1          | Verona-Atalanta    | 1-1           | 12 mag.       |

| \| andata (15ª) \| andata (15ª) \| 15ª giornata \| ritorno (30ª) \| ritorno (30ª) \| \| \| \| \| \| \| \| 13 gen. \| 1-1 \| Ascoli-Inter \| 1-5 \| 19 mag. \| \| 13 gen. \| 0-0 \| Atalanta-Sampdoria \| 0-3 \| 19 mag. \| \| 13 gen. \| 2-1 \| Avellino-Verona \| 2-4 \| 19 mag. \| \| 13 gen. \| 0-1 \| Fiorentina-Napoli \| 0-1 \| 19 mag. \| \| 30 gen. \| 1-0 \| [14] Juventus-Lazio \| 3-3 \| 19 mag. \| \| 13 gen. \| 0-2 \| Milan-Como \| 0-0 \| 19 mag. \| \| 13 gen. \| 1-0 \| Roma-Torino \| 0-1 \| 19 mag. \| \| 13 gen. \| 2-0 \| Udinese-Cremonese \| 0-2 \| 19 mag. \| |              |                    |               |               |
| andata (15ª) | andata (15ª) | 15ª giornata       | ritorno (30ª) | ritorno (30ª) |
| |              |                    |               |               |
| 13 gen. | 1-1          | Ascoli-Inter       | 1-5           | 19 mag.       |
| 13 gen. | 0-0          | Atalanta-Sampdoria | 0-3           | 19 mag.       |
| 13 gen. | 2-1          | Avellino-Verona    | 2-4           | 19 mag.       |
| 13 gen. | 0-1          | Fiorentina-Napoli  | 0-1           | 19 mag.       |
| 30 gen. | 1-0          | Juventus-Lazio     | 3-3           | 19 mag.       |
| 13 gen. | 0-2          | Milan-Como         | 0-0           | 19 mag.       |
| 13 gen. | 1-0          | Roma-Torino        | 0-1           | 19 mag.       |
| 13 gen. | 2-0          | Udinese-Cremonese  | 0-2           | 19 mag.       |

| andata (15ª) | andata (15ª) | 15ª giornata       | ritorno (30ª) | ritorno (30ª) |
|              |              |                    |               |               |
| 13 gen.      | 1-1          | Ascoli-Inter       | 1-5           | 19 mag.       |
| 13 gen.      | 0-0          | Atalanta-Sampdoria | 0-3           | 19 mag.       |
| 13 gen.      | 2-1          | Avellino-Verona    | 2-4           | 19 mag.       |
| 13 gen.      | 0-1          | Fiorentina-Napoli  | 0-1           | 19 mag.       |
| 30 gen.      | 1-0          | Juventus-Lazio     | 3-3           | 19 mag.       |
| 13 gen.      | 0-2          | Milan-Como         | 0-0           | 19 mag.       |
| 13 gen.      | 1-0          | Roma-Torino        | 0-1           | 19 mag.       |
| 13 gen.      | 2-0          | Udinese-Cremonese  | 0-2           | 19 mag.       |

## Statistiche

### Squadra

#### Capoliste solitarie
|    | ——     | ——     | ——     | ——     | ——     | ——     | ——     | ——     | ——     | ——     | ——     | ——     | ——     | ——     | ——  | ——     | ——     | ——     | ——     | ——     | ——     | ——     | ——     | ——     | ——     | ——     | ——     | ——     | ——     | —— |  |
|    | Verona | Verona | Verona | Verona | Verona | Verona | Verona | Verona | Verona | Verona | Verona | Verona | Verona | Verona |     | Verona | Verona | Verona | Verona | Verona | Verona | Verona | Verona | Verona | Verona | Verona | Verona | Verona | Verona |    |  |
|    |        |        |        |        |        |        |        |        |        |        |        |        |        |        |     |        |        |        |        |        |        |        |        |        |        |        |        |        |        |    |  |
|    |        |        |        |        |        |        |        |        |        |        |        |        |        |        |     |        |        |        |        |        |        |        |        |        |        |        |        |        |        |    |  |
| 1ª | 2ª     | 3ª     | 4ª     | 5ª     | 6ª     | 7ª     | 8ª     | 9ª     | 10ª    | 11ª    | 12ª    | 13ª    | 14ª    | 15ª    | 16ª | 17ª    | 18ª    | 19ª    | 20ª    | 21ª    | 22ª    | 23ª    | 24ª    | 25ª    | 26ª    | 27ª    | 28ª    | 29ª    | 30ª    |    |  |

#### Classifica in divenire
| [ 15 ]     | 1ª | 2ª | 3ª | 4ª | 5ª | 6ª | 7ª | 8ª | 9ª | 10ª | 11ª | 12ª | 13ª | 14ª | 15ª | 16ª | 17ª | 18ª | 19ª | 20ª | 21ª | 22ª | 23ª | 24ª | 25ª | 26ª | 27ª | 28ª | 29ª | 30ª |
| [ 15 ]     |    |    |    |    |    |    |    |    |    |     |     |     |     |     |     |     |     |     |     |     |     |     |     |     |     |     |     |     |     |     |
| ---------- | -- | -- | -- | -- | -- | -- | -- | -- | -- | --- | --- | --- | --- | --- | --- | --- | --- | --- | --- | --- | --- | --- | --- | --- | --- | --- | --- | --- | --- | --- |
| Ascoli     | 0  | 0  | 0  | 1  | 1  | 2  | 2  | 3  | 4  | 5   | 6   | 7   | 7   | 7   | 8   | 9   | 9   | 11  | 12  | 13  | 14  | 16  | 18  | 19  | 19  | 20  | 20  | 20  | 22  | 22  |
| Avellino   | 1  | 1  | 2  | 3  | 5  | 5  | 7  | 8  | 9  | 10  | 10  | 10  | 12  | 12  | 14  | 14  | 15  | 15  | 17  | 18  | 19  | 19  | 19  | 19  | 20  | 20  | 22  | 24  | 25  | 25  |
| Atalanta   | 1  | 1  | 2  | 2  | 4  | 5  | 7  | 7  | 9  | 10  | 11  | 12  | 13  | 14  | 15  | 15  | 16  | 17  | 18  | 19  | 20  | 20  | 20  | 21  | 22  | 24  | 26  | 27  | 28  | 28  |
| Como       | 1  | 2  | 3  | 3  | 5  | 5  | 7  | 7  | 9  | 9   | 10  | 10  | 11  | 13  | 15  | 15  | 16  | 16  | 17  | 17  | 18  | 18  | 19  | 19  | 21  | 21  | 22  | 23  | 24  | 25  |
| Cremonese  | 0  | 2  | 2  | 3  | 3  | 3  | 3  | 3  | 3  | 3   | 4   | 4   | 4   | 6   | 6   | 7   | 7   | 7   | 7   | 8   | 8   | 9   | 9   | 11  | 12  | 13  | 13  | 13  | 13  | 15  |
| Fiorentina | 2  | 3  | 4  | 6  | 6  | 8  | 8  | 9  | 9  | 10  | 11  | 12  | 13  | 14  | 14  | 16  | 17  | 19  | 20  | 20  | 21  | 21  | 21  | 23  | 23  | 24  | 26  | 28  | 29  | 29  |
| Milan      | 1  | 2  | 4  | 5  | 7  | 8  | 10 | 10 | 11 | 11  | 12  | 13  | 15  | 17  | 17  | 18  | 19  | 21  | 23  | 25  | 27  | 28  | 28  | 30  | 30  | 31  | 31  | 33  | 35  | 36  |
| Inter      | 1  | 3  | 4  | 5  | 6  | 8  | 8  | 10 | 12 | 13  | 15  | 17  | 19  | 20  | 21  | 23  | 24  | 26  | 27  | 28  | 29  | 30  | 30  | 30  | 32  | 32  | 34  | 36  | 36  | 38  |
| Juventus   | 1  | 3  | 4  | 5  | 5  | 7  | 8  | 8  | 8  | 10  | 11  | 12  | 14  | 15  | 17  | 19  | 20  | 22  | 22  | 23  | 25  | 26  | 28  | 30  | 32  | 33  | 33  | 34  | 35  | 36  |
| Napoli     | 0  | 1  | 1  | 3  | 4  | 5  | 5  | 6  | 7  | 9   | 9   | 9   | 9   | 11  | 13  | 14  | 15  | 17  | 18  | 20  | 20  | 22  | 24  | 25  | 26  | 28  | 29  | 30  | 31  | 33  |
| Lazio      | 0  | 0  | 1  | 2  | 3  | 3  | 5  | 6  | 6  | 8   | 9   | 9   | 9   | 9   | 9   | 9   | 9   | 9   | 10  | 10  | 11  | 12  | 13  | 14  | 14  | 14  | 14  | 14  | 14  | 15  |
| Roma       | 1  | 2  | 3  | 4  | 4  | 5  | 6  | 7  | 9  | 10  | 12  | 14  | 16  | 17  | 19  | 21  | 22  | 23  | 23  | 23  | 23  | 24  | 25  | 25  | 27  | 29  | 30  | 32  | 34  | 34  |
| Sampdoria  | 2  | 3  | 5  | 6  | 8  | 8  | 9  | 11 | 12 | 14  | 15  | 17  | 17  | 18  | 19  | 20  | 21  | 21  | 23  | 25  | 27  | 28  | 29  | 30  | 32  | 34  | 34  | 34  | 35  | 37  |
| Torino     | 2  | 2  | 4  | 6  | 7  | 9  | 10 | 12 | 14 | 14  | 16  | 18  | 19  | 20  | 20  | 21  | 23  | 23  | 25  | 26  | 27  | 28  | 30  | 30  | 32  | 34  | 35  | 36  | 37  | 39  |
| Udinese    | 1  | 3  | 3  | 3  | 3  | 5  | 5  | 7  | 7  | 7   | 7   | 8   | 9   | 9   | 11  | 12  | 14  | 14  | 14  | 16  | 16  | 18  | 20  | 22  | 22  | 22  | 24  | 24  | 25  | 25  |
| Verona     | 2  | 4  | 6  | 7  | 9  | 10 | 12 | 14 | 15 | 17  | 18  | 20  | 21  | 22  | 22  | 23  | 25  | 27  | 28  | 29  | 31  | 33  | 35  | 36  | 36  | 37  | 39  | 40  | 41  | 43  |

#### Primati stagionali
- Maggior numero di partite vinte: 15 (Hellas Verona)
- Minor numero di partite perse: 2 (Hellas Verona)
- Massimo dei pareggi: 18 (Atalanta)
- Minor numero di partite vinte: 2 (Lazio)
- Maggior numero di partite perse: 19 (Cremonese)
- Minimo dei pareggi: 5 (Udinese)
- Miglior attacco: 48 (Juventus)
- Miglior difesa: 19 (Hellas Verona)
- Miglior differenza reti: +23 (Hellas Verona)
- Peggior attacco: 16 (Lazio)
- Peggior difesa: 48 (Cremonese)
- Peggior differenza reti: −29 (Lazio)
- Partita con più reti segnate: Udinese-Hellas Verona 3-5 (8)
- Partita con maggior scarto di reti: Udinese-Lazio 5-0 (5)

### Individuali

#### Classifica marcatori
| Gol | Rigori |  | Giocatore              | Squadra  |
| --- | ------ |  | ---------------------- | -------- |
| 18  | 4      |  | Michel Platini         | Juventus |
| 17  | 3      |  | Alessandro Altobelli   | Inter    |
| 14  | 5      |  | Diego Armando Maradona | Napoli   |
| 12  |        |  | Massimo Briaschi       | Juventus |
| 11  |        |  | Daniel Bertoni         | Napoli   |
| 11  | 4      |  | Giuseppe Galderisi     | Verona   |
| 9   |        |  | Hans-Peter Briegel     | Verona   |
| 9   |        |  | Aldo Serena            | Torino   |
| 9   |        |  | Pietro Paolo Virdis    | Milan    |
| 8   |        |  | Preben Elkjær Larsen   | Verona   |
| 8   | 3      |  | Roberto Pruzzo         | Roma     |
| 8   |        |  | Karl-Heinz Rummenigge  | Inter    |

### Media spettatori
Media spettatori della Serie A 1984-85: 38 871.
| Club       | Pos. | Media  |
| ---------- | ---- | ------ |
| Napoli     | 1    | 77 597 |
| Milan      | 2    | 60 941 |
| Inter      | 3    | 52 572 |
| Roma       | 4    | 51 421 |
| Fiorentina | 5    | 42 360 |
| Juventus   | 6    | 41 271 |
| Verona     | 7    | 40 111 |
| Lazio      | 8    | 38 544 |
| Torino     | 9    | 37 328 |
| Udinese    | 10   | 35 485 |
| Atalanta   | 11   | 33 647 |
| Sampdoria  | 12   | 32 544 |
| Avellino   | 13   | 26 407 |
| Ascoli     | 14   | 20 165 |
| Como       | 15   | 16 329 |
| Cremonese  | 16   | 15 222 |